# بعثة بيري

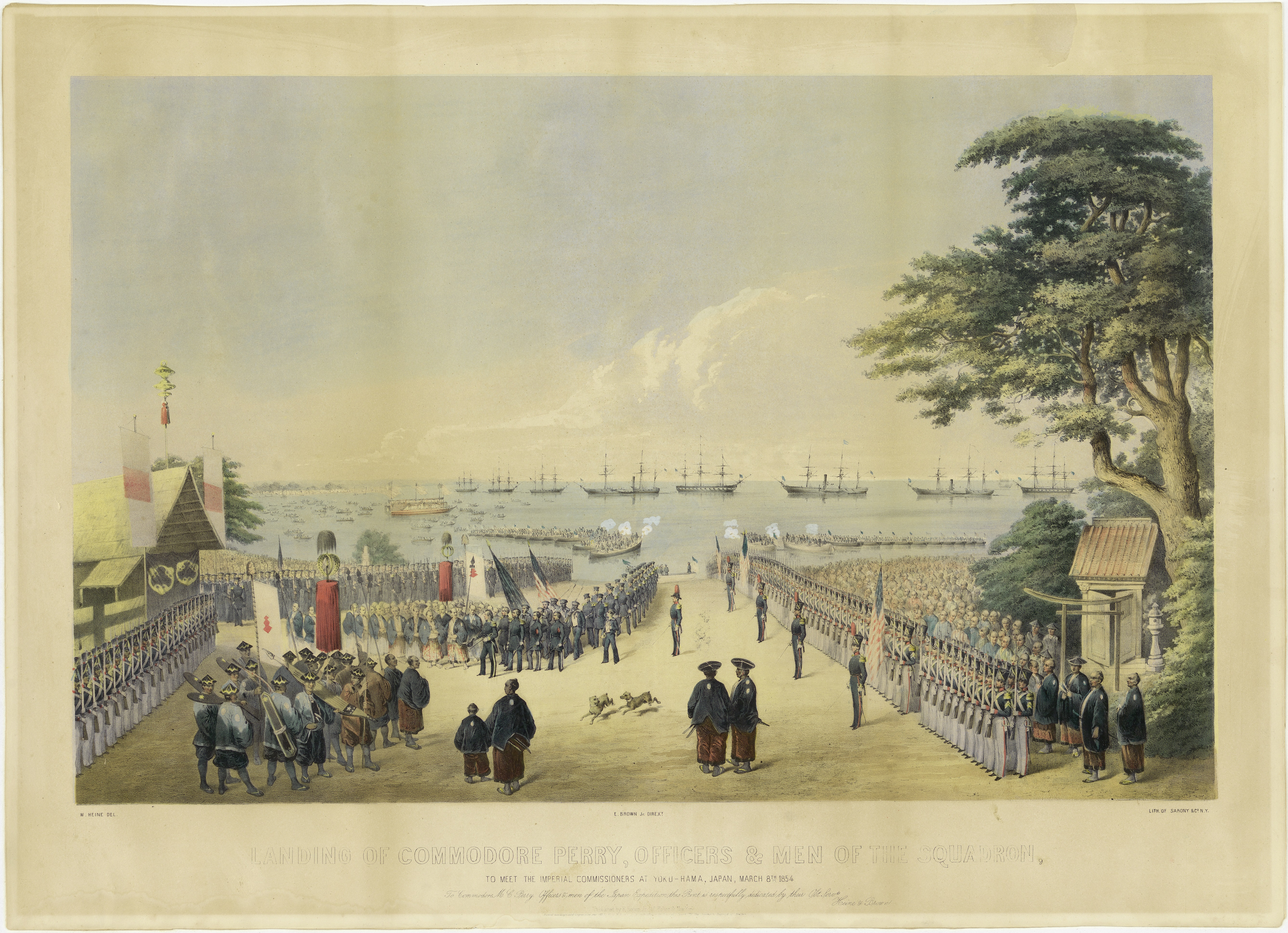

بعثة بيري كانت بعثةً دبلوماسية عسكرية إلى اليابان في فترة باكوماتسو بين عامي 1853 و1854، شملت رحلتين منفصلتين قامت بهما سفن حربية تابعة للبحرية الأمريكية. تضمنت أهداف هذه البعثة كلًا من الاستكشاف، والمسح، وإقامة العلاقات الدبلوماسية، والتفاوض على الاتفاقيات التجارية مع مختلف دول المنطقة؛ اعتُبر فتح الاتصال مع حكومة اليابان أولوية قصوى للبعثة، وأحد الأسباب الرئيسية وراء إرسالها. تسلّم العميد البحري ماثيو كالبرايث بيري قيادة البعثة، بأوامر من الرئيس الأمريكي ميلارد فيلمور. سعى بيري بصورة أساسية إلى إنهاء سياسة العزلة التي فرضتها اليابان منذ 220 عامًا، وفتح الموانئ اليابانية أمام التجارة الأمريكية، وإن تطلب الأمر استخدام دبلوماسية مدافع الأسطول. أسفرت بعثة بيري مباشرةً عن تأسيس علاقات دبلوماسية بين اليابان و«الدول الكبرى» الغربية، وانهيار حكم شوغونية توكوغاوا لاحقًا والدخول في فترة إصلاح مييجي. بعد البعثة، أدّى ازدهار طرق التجارة اليابانية مع العالم إلى ظهور التأثير الياباني، إذ أثرت جوانب الثقافة اليابانية على الفن في أوروبا وأمريكا.

## خلفية
ساهمت عدة عوامل في إرسال الرئيس فيلمور بعثة بيري إلى اليابان، منها التجارة المتنامية بين أمريكا والصين، ووجود صائدي الحيتان الأمريكيين قبالة السواحل اليابانية، وزيادة احتكار البريطانيين والفرنسيين في آسيا المواقع المحتملة لإقامة محطات الفحم. كان الأمريكيون مدفوعين أيضًا بمفاهيم القدر المتجلي والرغبة في فرض منافع الحضارة الغربية والدين المسيحي على ما اعتبروه دولًا آسيوية متخلفة. تصاعدت التحديات في وجه سياسة العزلة اليابانية بحلول أوائل القرن التاسع عشر. أرسل الملك فيلم الثاني ملك هولندا في عام 1844 خطابًا يحث فيه اليابان على إنهاء سياسة العزلة طواعيةً قبل فرض التغيير قسرًا من الخارج. بين عامي 1790 و1853، قدِم ما لا يقل عن سبعة وعشرين سفينة إلى اليابان (متضمنةً ثلاث سفن حربية)، لكن أُبعدت جميعها.
كثُرت اقتحامات السفن الأجنبية للمياه اليابانية، ما أدى إلى نقاش داخلي كبير في اليابان حول أفضل السبل لمواجهة هذا التهديد المحتمل لسيادة اليابان الاقتصادية والسياسية. في مايو عام 1851، أذن وزير الخارجية الأمريكي دانيال وبستر للعميد البحري جون إتش. أوليك، قائد أسطول شرق الهند، بمحاولة إعادة سبعة عشر غريقًا كانوا على متن سفينة يابانية في سان فرانسيسكو، ما أتاح الفرصة ربما لفتح علاقات تجارية مع اليابان. أرسل ويبستر في 10 مايو عام 1851 رسالةً موجهةً إلى «الإمبراطور الياباني»، تضمنت تأكيدات أن البعثة لا تملك أي هدف ديني، وإنما تسعى فقط إلى طلب «الصداقة والتجارة» وإمدادات الفحم التي تحتاج إليها السفن في طريقها إلى الصين. تباهت الرسالة أيضًا بالتوسع الأمريكي عبر قارة أمريكا الشمالية وببراعة الأمريكان التقنية، وحملت توقيع الرئيس فيلمور. على أي حال، انخرط أوليك في خلاف دبلوماسي مع أحد الدبلوماسيين البرازيليين ودخل في مشاحنات مع كابتن سفينة القيادة، ما أسفر عن إعفائه من مهامه القيادية قبل أن يتمكن من قيادة البعثة إلى اليابان. لم يبقَ منصب أوليك شاغرًا لمدة طويلة، إذ حل محله العميد البحري ماثيو كالبرايث بيري (1794-1858)، وهو ضابط رفيع المستوى في البحرية الأمريكية، وصاحب خبرات دبلوماسية واسعة.

## الزيارة الأولى إلى اليابان، 1852–1853
اختار بيري سفينة ميسيسيبي ذات اللون الأسود المزودة بمجاذيف لتكون سفينة القائد، ونجح في تطهير هامبتون رودز، فرجينيا في 24 نوفمبر عام 1852. زار بيري موانئ ماديرا (11–15 ديسمبر)، وسانت هيلينا (10–11 يناير)، وكيب تاون (24 يناير – 3 فبراير)، وموريشيوس (18–28 فبراير)، وسيلان (10–15 مارس)، وسنغافورة (25–29 مارس) وماكاو وهونغ كونغ (7–28 أبريل)، حيث التقى عالمَ الصينيات أمريكي المولد صموئيل ويلز وليامز (زار اليابان على متن سفينة موريسون في عام 1837)، الذي وفّر ترجمات باللغة الصينية لرسائل بيري الرسمية، واجتمع بيري هناك مع سفينتي بليموث وساراتوغا. تابع بيري مسيرته إلى شنغهاي (4–17 مايو)، حيث التقى الدبلوماسي الأمريكي هولندي المولد أنطون إل. سي. بورتمان، الذي ترجم رسالته الرسمية إلى اللغة الهولندية، بالإضافة إلى ضمّ بيري سفينة سسكويهانا إلى أسطوله.
جعل بيري لاحقًا من سوسكيهانا سفينته الرئيسية وزار جزر ريوكيو في الفترة 17–26 مايو. استخدم بيري الخداع مهددًا السلطات المحلية بالهجوم مع 200 جندي ما لم يُسمح له بالحصول على الحقوق التجارية وحيازة الأراضي لبناء محطة للفحم، متجاهلًا بذلك مطالب مقاطعة ساتسوما بالجزر، فضلًا عن تجاهل أوامره الخاصة. وصل مشاة البحرية التابعون لبيري، الذي درّب كلًا منهم على حدة لعدة ساعات على الشاطئ، وطلب مقابلة شو تاي ملك ريوكيو في قلعة شوري. مُدركًا معرفة السلطات اليابانية في إيدو بكل حركة يقوم بها، كان بيري حريصًا على تجنب مقابلة المسؤولين ذوي الرتب الدنيا واستفاد كثيرًا من المراسيم العسكرية وحسن الوفادة على متن السفن لإظهار القوة العسكرية الأمريكية والأهداف السلمية لبعثته. غادر بيري مع وعود بأن الجزر ستكون مفتوحة تمامًا للتجارة مع الولايات المتحدة. تابع بيري رحلته إلى جزر أوغاساوارا في منتصف يونيو، حيث اجتمع مع السكان المحليين بل واشترى أيضًا قطعة أرض هناك.

## الزيارة الثانية إلى اليابان، 1854
على الرغم من إعلام اليابانيين بعودته في العام التالي، سرعان ما علم بيري باستدعاء يفيمي بوتاتين، نائب الأميرال الروسي في ناغازاكي بعد فترة وجيزة من مغادرته خليج إيدو، وإمضائه شهرًا في محاولة لإجبار اليابانيين على توقيع اتفاقية قبل عودته. أخبر البريطانيون والفرنسيون بيري بعزمهم على مرافقته إلى اليابان في الربيع لضمان عدم حصول الأمريكيين على أي امتيازات حصرية. عاد بيري في 13 فبراير عام 1854 مع ما مجموعه عشر سفن و1600 رجل، إذ شمل الأسطول حينها: ليكسينغتون، وماكدونيان، وباواتان، وفانداليا، وساوثهامبتون، وسابلاي.
بحلول وقت عودة بيري، قرر الشوغون توكوغاوا قبول جلّ المطالب الواردة في رسالة فيلمور. على أي حال، طالت المفاوضات لأسابيع حول اختيار الموقع، مع إصرار بيري على موقع إيدو، وعرضِ اليابانيين مواقع أخرى. نفذ صبر بيري في النهاية وهدد بإحضار 100 سفينة (أكبر من الحجم الفعلي للبحرية الأمريكية في ذلك الوقت) خلال 20 يومًا لإعلان الحرب على اليابان. التقى الجانبان أخيرًا في قرية يوكوهاما الصغيرة بهدف التسوية، حيث بُنيت قاعة مخصصة لهذا الغرض.
وصل بيري في الثامن من مارس مع 500 من البحارة ومشاة البحرية على متن 27 قاربًا من قوارب السفن، وثلاث فرق تعزف النشيد الوطني الأمريكي. وقع بيري بعد ثلاثة أسابيع من المفاوضات، تحديدًا في 31 مارس، على اتفاقية كاناغاوا التي فتحت موانئ شيمودا وهاكوداته أمام السفن الأمريكية، لتوفير الرعاية للبحارة الغرقى، وإنشاء قنصلية أمريكية في شيمودا. وُقّعت الاتفاقية على الجانب الياباني من قبل هاياشي أكيرا.
بعد توقيع الاتفاقية، قدّم الأمريكيون لليابانيين قاطرة بخارية مصغرة، وجهاز تلغراف، وأدوات زراعية مختلفة، وأسلحة خفيفة، ومئة غالون من الويسكي، وساعات، ومواقد، وكتبًا تتحدث عن الولايات المتحدة. بادل الجانب الياباني الهدايا عبر تقديم الأثاث والصناديق المطلية بالذهب، والقطع البرونزية المزخرفة، والأقداح المصنوعة من البورسلان، ومجموعة من الأصداف البحرية بعد أن علموا بهواية بيري الذي أحب جمع الأصداف. أرسل بيري بعدها الاتفاقية الموقعة إلى بيت ساراتوغا، بينما ذهب باقي أفراد الأسطول لمسح هاكوداته وشيمودا وموقع القنصلية المستقبلية.
عاد الأسطول إلى جزر ريوكيو بعد مغادرة شيمودا، حيث أعدّ بيري على عجل «الميثاق بين الولايات المتحدة ومملكة ريوكيو»، الذي وُقّع عليه رسميًا في 11 يوليو عام 1854.

## العودة إلى الولايات المتحدة، 1855
صوّت الكونغرس على منح بيري مكافأة قدرها 20,000 دولار تقديرًا لعمله في اليابان بعد عودته إلى الولايات المتحدة في عام 1855. استخدم بيري جزءًا من هذه الأموال لإعداد تقرير عن البعثة ونشره في ثلاثة مجلدات، بعنوان حكاية بعثة الأسطول الأمريكي إلى بحر الصين واليابان. رُقّي أيضًا إلى رتبة أدميرال ضمن قائمة المتقاعدين (عندما بدأت صحته بالتدهور) لتكون مكافأة على خدماته. عُرف عن بيري معاناته التهابًا شديدًا في المفاصل تركه في ألم مستمر، ومنعه في بعض الأحيان من أداء مهامه.
قضى بيري سنواته الأخيرة في الإعداد لنشر روايته عن البعثة اليابانية، وأعلن الانتهاء منها في 28 ديسمبر عام 1857. بعد يومين، فُصل من منصبه الأخير، إذ كان قد عُيّن في مجلس كفاءة البحرية. توفي في انتظار أوامر جديدة في 4 مارس عام 1858 في مدينة نيويورك، بسبب «الروماتزم» الذي انتشر إلى قلبه، وتفاقم نتيجة مضاعفات النقرس.